# Dianella prunina
Dianella prunina är en grästrädsväxtart som beskrevs av Rodney John Francis Henderson. Dianella prunina ingår i släktet Dianella och familjen grästrädsväxter. Inga underarter finns listade i Catalogue of Life.